# مقاطعة كلارك (ميسيسيبي)
مقاطعة كلارك هي مقاطعة في مسيسيبي، بلغ عدد سكانها 16٬732  نسمة، في 2010، عاصمتها كويتمان، تبلغ مساحتها 1٬796 كيلومتر مربع.

## الموقع
تشترك في الحدود مع:
- مقاطعة لودرديل (ميسيسيبي)
- مقاطعة واين (ميسيسيبي).

## التقسيمات الإدارية
- كويتمان.